# Pour le meilleur et pour le pire (film, 2005)
Pour les articles homonymes, voir Pour le meilleur et pour le pire.
Pour plus de détails, voir Fiche technique et Distribution.
Pour le meilleur et pour le pire (The Honeymooners) est un film américain de John Schultz sorti en 2005.

## Synopsis
Un chauffeur de bus new-yorkais, Ralph Kramden, rêve de devenir riche et invente toujours des procédés ridicules pour gagner de l'argent rapidement, dans lesquels il entraîne son meilleur ami Ed Norton.

## Fiche technique
Sauf indication contraire, les informations mentionnées dans cette section peuvent être confirmées par la base de données cinématographiques IMDb,  présente dans la section « Liens externes ».
- Titre original : The Honeymooners
- Titre français : Pour le meilleur et pour le pire
- Réalisation : John Schultz
- Scénario : Barry W. Blaustein, Danny Jacobson, David Sheffield et Don Rhymer
- Direction artistique : Colman Corish, Susie Cullen et Gabe Turiello
- Décors : Eliza Solesbury
- Costumes : Joan Bergin
- Photographie : Shawn Maurer (en)
- Montage : John Pace
- Musique : Richard Gibbs
- Production : David T. Friendly, Eric Rhone, Julie Durk et Marc Turtletaub
- Sociétés de production : Deep River Productions, Friendly Films et Paramount Pictures
- Sociétés de distribution : Paramount Pictures (États-Unis), United International Pictures (France)
- Budget : 25 millions de dollars
- Pays d'origine : États-Unis
- Format : Couleurs - 2,35:1 - Dolby - 35 mm
- Genre : Comédie
- Durée : 90 minutes
- Dates de sortie[1] :
  -  États-Unis : 10 juin 2005

## Distribution
- Cedric the Entertainer : Ralph Kramden
- Mike Epps : Edward "Ed" Norton
- Gabrielle Union : Alice Kramden
- Regina Hall : Trixie Norton
- Carol Woods : la mère d'Alice
- Doreen Keogh : Mme Celestine
- Eric Stoltz : William Davis
- John Leguizamo : Dodge
- Jon Polito : Kirby
- Lenny Venito : Lenny
- Ajay Naidu : Vivek
- Alice Drummond : Mlle Benvenutti
- Kevin Corrigan : Larry